# Гринін Олексій Григорович
Олексій Григорович Гринін (рос. Алексей Григорьевич Гринин, 21 серпня 1919, село Озьори, Коломенський повіт, Московська губернія, РРФСР — 1 липня 1988, Москва, РРФСР, СРСР) — радянський футболіст, тренер. Заслужений майстер спорту (1946).

## Кар'єра
Народився в робочій сім'ї. Батько — Григорій Йосипович, працював столяром-краснодеревщиком, мати — Олександра Іванівна. У Олексія був старший брат Володимир Гринін, який також став футболістом, і дві сестри — Зінаїда і Олександра.
Футболом Олексія захопили рідний дядько Олександр Йосипович і старший брат Володимир. Саме вони привели Олексія в озьорську заводську футбольну команду «Червоне Знам'я», де вони і почали грати в 1934 році.
У 1936 році, наставники Олексія Грініна, старший брат Володимир і тренер озьорських футболістів Михайло Волков, їдуть в Москву для навчання у Вищій школі тренерів. Одночасно вони виступають за основний склад «Динамо» (Москва). В 1937 році, після закінчення школи, Олексій приїжджає в Москву до старшого брата і починає грати за юнацьку команду «Динамо» (Москва). У 1938 році дебютував в основі, провівши в результаті за сезон 8 ігор, в яких відзначився 5 голами.
У 1939 році обидва брати Гриніни переходять в ЦДКА. Грав на позиції правого нападника. Відрізнявся високою швидкістю, наполегливістю, рішучістю, сміливістю, витривалістю, сильно бив з обох ніг, майстерно виконував штрафні та одинадцятиметрові удари. У команді виділявся лідерськими якостями, протягом 5 років (1947—1952) був незмінним капітаном ЦДКА.
Після розформування армійців у 1952 році, виступав за команду міста Калініна, МВО. Всього у вищій лізі чемпіонату СРСР з футболу провів 245 матчів, забив 80 голів (в ЦДКА — 233 матчі, 75 голів).
З 1954 на тренерській роботі. Головний тренер ОБО (Львів) — 1954-57, СКА (Новосибірськ) — 1963 (з липня)-64, «Терека» — 1965, «Кайрата» — 1967 (по вересень), тренер ЦСКА Москва — 1974.
Старший тренер СК «Крила Рад» (Москва) — 1968-70. У 1968 році «Крила Рад» під його керівництвом виграли міську першість Москви.
Тренер школи ЦСКА (Москва) — 1958-62, 1971-73, 1975-88. У 1971 і 1981 роках його команди виступали у фіналах Всесоюзних юнацьких змагань. Найбільш відомий вихованець Гриніна — Володимир Полікарпов.
Похований на Алеї спортсменів Востряковського кладовища в Москві

## Досягнення
- Чемпіон СРСР: 1946, 1947, 1948, 1950, 1951
- Срібний призер чемпіонату: 1945, 1949
- Бронзовий призер чемпіонату: 1939
- Володар Кубка СРСР: 1945, 1948, 1951
- Двічі входив у списки кращих гравців сезону.
- Виступав за збірну Москви в 1952 році.
- Член клубу Григорія Федотова: 104 голи

## Родина
Дружина — Зінаїда Іванівна, син — Олексій, дочка — Євгенія.

## Цікаві факти
- Його ім'ям названо стадіон у рідному підмосковному місті Озьори.
- У 2004 році Олексію Гриніну присвоєно звання "Почесний громадянин міста Озьори.
- Ім'я Гриніна згадується в кінофільмі «Місце зустрічі змінити не можна»:

- З 1990-х років в Озьорах проводиться юнацький турнір імені Олексія Гриніна[2].